# Oggiono
Oggiono est une commune italienne de la province de Lecco, dans la région de Lombardie.

## Administration
| Période                                  | Période  | Identité    | Étiquette | Qualité |
| ---------------------------------------- | -------- | ----------- | --------- | ------- |
| 14 juin 2004                             | En cours | Pietro Riva |           |         |
| Les données manquantes sont à compléter. |          |             |           |         |

### Hameaux
Bagnolo, Imberido, Laguccio, Miravalle, Peslago.

### Communes limitrophes
Annone di Brianza, Dolzago, Ello, Galbiate, Molteno, Sirone.

## Jumelages
- Leisnig (Allemagne) ;
- Halásztelek (Hongrie).